# Cinq poèmes de Baudelaire (Vierne)
Pour l'œuvre de Debussy, voir Cinq poèmes de Charles Baudelaire.
Les Cinq poèmes de Baudelaire, op.45 de Louis Vierne forment un cycle de mélodies pour chant et piano sur des textes extraits des Fleurs du mal de Charles Baudelaire.
Composées en 1919 à Thonon-les-Bains, où le compositeur achève sa convalescence après une série d'opérations chirurgicales pour sa vue, la première audition publique de ces mélodies a lieu en mai en musique classique à Paris.

## Présentation

### Mouvements
1. « Recueillement » — Adagio quasi larghetto à
2. « Réversibilité » — Allegro agitato ma non troppo vivo à
3. « Le Flambeau vivant » — Adagio à
4. « La cloche fêlée » — Poco lento à
5. « Les Hiboux » — Molto moderato à quatre temps ()

## Discographie
- Louis Vierne : Mélodies, par Mireille Delunsch (soprano) et François Kerdoncuff (piano) (1997, CD Timpani 1C1040)

### Ouvrages généraux
- Christian Goubault, Brigitte François-Sappey et Gilles Cantagrel (dirs.), Guide de la mélodie et du lied, Paris, Fayard, coll. « Les Indispensables de la musique », 1994, 916 p. (ISBN 2-213-59210-1, OCLC 417117290, BNF 35723610), « Louis Vierne », p. 801–802.

### Monographies
- Franck Besingrand, Louis Vierne, Paris, Bleu nuit éditeur, coll. « Horizons » (no 28), 2011, 176 p. (ISBN 978-2-35884-018-7),
- Bernard Gavoty, Louis Vierne : La vie et l'œuvre, Paris, Buchet/Chastel, 1980 (1re éd. 1943), 322 p.